# Яуэрник

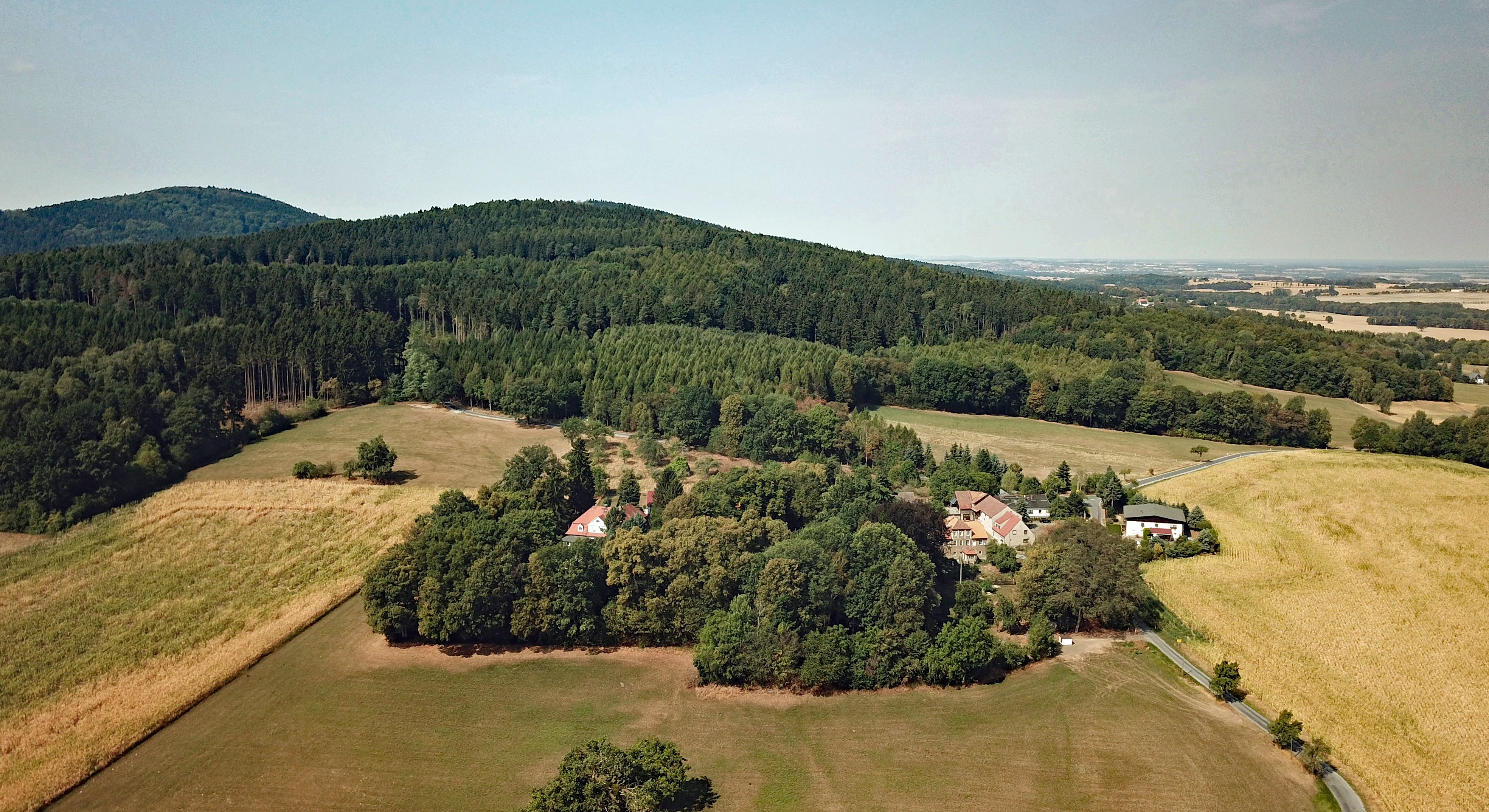

Яуэрник или Я́ворник (нем.  Jauernick; в.-луж. Jawornikо файле) — деревня в Верхней Лужице, Германия. Входит в состав коммуны Хохкирх района Баутцен в земле Саксония. Подчиняется административному округу Дрезден.

## География
Располагается при границе с районом Гёрлиц около восточного подножия холма Чернобох (Czorneboh, Čornobóh, 534 м.). Через деревню проходит перевал из Плотцена в Лейно и далее — в деревню Кляйндеза (Kleindehsa) коммуны Лавальде района Гёрлица.
Соседние населённые пункты: на северо-востоке — деревни Ствешин и Незнаровы коммуны Лёбау, на юге -деревня Дажин коммуны Лёбау и на северо-западе — деревня Лейно.

## История
Впервые упоминается в 1276 году под наименованием Jawernic.
До 1957 года входила в коммуну Лен, с 1957 по 1993 года — в коммуну Плотцен. С 1993 года входит в современную коммуну Хохкирх.
В настоящее время деревня входит в состав культурно-территориальной автономии «Лужицкая поселенческая область», на территории которой действуют законодательные акты земель Саксонии и Бранденбурга, содействующие сохранению лужицких языков и культуры лужичан.
Исторические немецкие наименования
- Jawernic, 1276
- Jauwernick, 1390
- Jawernig, 1491
- Jawernig, 1519
- Jauernick, 1657
- Jauernick bey Löbau, 1768

## Население
Официальным языком в населённом пункте, помимо немецкого, является также верхнелужицкий язык.
Согласно статистическому сочинению «Dodawki k statisticy a etnografiji łužickich Serbow» Арношта Муки в 1884 году в деревне проживало 4 человека (из них — 4 серболужичанина (100 %)).